# Рейнхардт, Макс
Макс Рейнхардт (нем. Max Reinhardt, настоящее имя Максимилиан Гольдман (нем. Maximilian Goldmann); 9 сентября 1873, Баден, Австрия — 31 октября 1943, Нью-Йорк, США) — австрийский режиссёр, актёр и театральный деятель, который с 1905 года и до прихода к власти нацистов в 1933 году возглавлял Немецкий театр в Берлине.

## Биография
Максимилиан Гольдман (псевдоним Макс Рейнхардт появился в 1904 году) родился в Бадене близ Вены, в еврейской семье. Его отец, фабрикант Вильгельм Гольдман (1846—1911), происходил из Ступавы; мать, Роза Венграф (1851—1924), была уроженкой Никольсбурга.
В 1920 году организовал первый Зальцбургский фестиваль. После аншлюса Австрии нацистской Германией эмигрировал в США.
В США поставил, в частности, киноверсию «Сна в летнюю ночь». Как и Эдвард Гордон Крэг, Рейнхардт тяготел к неоромантизму и символизму. Вошёл в историю сценического искусства как новатор театральной техники: среди излюбленных приёмов — вращающаяся сцена, перенос авансцены в зрительный зал, отказ от рампы, разделяющей актёров и публику.
В 1918 году приобрёл замок Леопольдскрон под Зальцбургом, который использовал для своих театральных постановок.
Жена — актриса Хелен Тимиг.

## Память

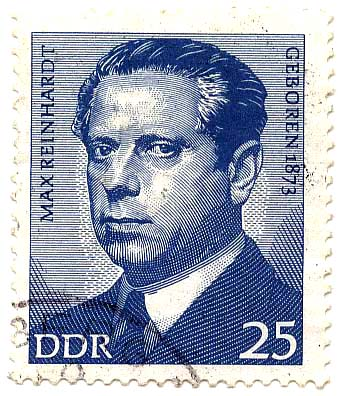
Почтовая марка ГДР. 1973 г.

- Изображен на австрийской и немецкой почтовых марках 1973 года и на серебряной монете (25 шиллингов), выпущенной к 100-летию со дня рождения Рейнхардта.
- 18 ноября 2015 года в берлинском Фридрихштадт-Паласт по адресу Friedrichstraße 107, был торжественно открыт мемориал в память о его основателях — Максе Рейнхардте, Хансе Пёльгице и Эрике Шарелле.
- Имя Макса Рейнхарда носит актёрский факультет Венского Университета Музыки и Исполнительских Искусств («Макс-Рейнхард-Семинар»)

## Известные ученики
- Мартель, Карл Герман — актёр.
- Грановский, Алексей Михайлович — режиссёр.
- Дитрих, Марлен — актриса, обучалась в Школе Рейнхардта при Немецком театре.
- Мурнау, Фридрих Вильгельм — кинорежиссёр.
- Отто Хассе — актёр и режиссёр.